# Mino De Rossi
Mino De Rossi   (Arquata Scrivia, 21 de maig de 1931 - Quinto al Mare, 7 de gener de 2022) va ser un ciclista italià que fou professional entre 1952 i 1967.
Abans, com a ciclista amateur, va guanyar el campionat del món en persecució de 1951 i va prendre part en els Jocs Olímpics de Hèlsinki de 1952, en què va guanyar la medalla d'or en la prova de persecució per equips del programa de ciclisme. Formà equip amb Marino Morettini, Loris Campana i Guido Messina.

## Palmarès
- 1951
  -  Campió del món amateur en persecució
- 1952
  -  Medalla d'or als Jocs Olímpics de Hèlsinki en persecució per equips
  - 1r a la Coppa Caldirola
- 1958
  - 1r a Vauvert
- 1959
  - 1r als Sis dies de Buenos Aires (amb Jorge Batiz)
- 1963
  - 1r als Sis dies de Mont-real (amb Ferdinando Terruzzi)